# العلاقات الأوكرانية الدومينيكية
العلاقات الأوكرانية الدومينيكية هي العلاقات الثنائية التي تجمع بين أوكرانيا ودومينيكا.

## مقارنة بين البلدين
هذه مقارنة عامة ومرجعية للدولتين:
| وجه المقارنة                                              | أوكرانيا                                   | دومينيكا              |
| --------------------------------------------------------- | ------------------------------------------ | --------------------- |
| المساحة (كم2)                                             | 603.63 ألف                                 | 751                   |
| عدد السكان (نسمة)                                         | 45.55 مليون                                | 73.92 ألف             |
| الكثافة السكانية (ن./كم²)                                 | 75.46                                      | 9.84 ألف              |
| العاصمة                                                   | كييف                                       | روسو                  |
| اللغة الرسمية                                             | اللغة الأوكرانية                           | لغة إنجليزية          |
| العملة                                                    | هريفنا أوكرانية، كاربوفانيتس، روبل سوفييتي | دولار شرق الكاريبي    |
| الناتج المحلي الإجمالي (بليون دولار)                      | 112.15 مليار                               | 562.54 مليون          |
| الناتج المحلي الإجمالي (تعادل القوة الشرائية) بليون دولار | 352.98 مليار                               | 789.63 مليون          |
| الناتج المحلي الإجمالي الاسمي للفرد دولار أمريكي          | 2.11 ألف                                   | 7.12 ألف              |
| الناتج المحلي الإجمالي للفرد دولار أمريكي                 | 8.66 ألف                                   | 10.88 ألف             |
| مؤشر التنمية البشرية                                      | 0.747                                      | 0.724                 |
| رمز المكالمات الدولي                                      | +380                                       | +1767                 |
| رمز الإنترنت                                              | .ua، .укр ‏                                 | .dm                   |
| المنطقة الزمنية                                           | ت ع م+02:00، ت ع م+03:00، توقيت شرق أوروبا | 00، توقيت أطلنطي موحد |

## منظمات دولية مشتركة
يشترك البلدان في عضوية مجموعة من المنظمات الدولية، منها:
| علم المنظمة | اسم المنظمة                        | تاريخ انضمام أوكرانيا | تاريخ انضمام دومينيكا |
| ----------- | ---------------------------------- | --------------------- | --------------------- |
|             | مؤسسة التنمية الدولية              | 27 مايو 2004          | 29 سبتمبر 1980        |
|             | يونسكو                             | 12 مايو 1954          | 9 يناير 1979          |
|             | وكالة ضمان الاستثمار متعدد الأطراف | 19 يوليو 1994         | 7 أكتوبر 1991         |
|             | الأمم المتحدة                      | 24 أكتوبر 1945        | 18 ديسمبر 1978        |
|             | الاتحاد البريدي العالمي            | ?                     | ?                     |
|             | البنك الدولي للإنشاء والتعمير      | 3 سبتمبر 1992         | 29 سبتمبر 1980        |
|             | الاتحاد الدولي للاتصالات           | 7 مايو 1947           | 28 أكتوبر 1996        |
|             | منظمة حظر الأسلحة الكيميائية       | ?                     | ?                     |
|             | مؤسسة التمويل الدولية              | 18 أكتوبر 1993        | 29 سبتمبر 1980        |
|             | منظمة التجارة العالمية             | 16 مايو 2008          | ?                     |
|             | منظمة الشرطة الجنائية الدولية      | ?                     | ?                     |

## وصلات خارجية
- موقع وزارة الخارجية الأوكرانية